# شپردز پای
شپردز پای (به انگلیسی: Shepherd's pie)، کاتج پای (به انگلیسی: Cottage pie) غذایی تهیه شده از گوشت چرخ کرده تفت داده شده با پوره سیب زمینی پخته شده‌است. گوشت استفاده شده ممکن است قبلاً پخته شده باشد یا تازه چرخ شده باشد. گوشت‌های متداول مورد استفاده معمولاً گوشت گاو یا بره است.